# ガイウス・ノルバヌス・フラックス
ガイウス・ノルバヌス・フラックス（Gaius Norbanus Flaccus）は、プレブス（平民）出身の共和政ローマの政治家・軍人。紀元前38年に執政官（コンスル）を務めた。

## 経歴
フラックスの祖先はエトルリア系であり、祖父は紀元前83年の執政官ガイウス・ノルバヌスである。彼の家族はスッラが出したプロスクリプティオ（国家の敵宣言）に苦しんだが、カエサルの治世には利益を享受した。紀元前44年にカエサルが暗殺されると、その養子であるオクタウィアヌスを支持した。
翌紀元前43年、法務官（プラエトル）に就任。同年10月には第二回三頭政治が開始され、共和政派との内戦が始まる。紀元前42年、オクタウィアヌスとアントニウスはフラックスとルキウス・デキディウス・サクサ（en）に合計8個軍団を与え、カエサル暗殺者と戦うためにマケドニア属州に派遣した。彼らは直ちにトラキアに進軍して山岳部の道路を確保し、エグナティア街道を遮断するよう命令されていた。フラックスとサクサは進軍してきたガイウス・カッシウス・ロンギヌスとマルクス・ユニウス・ブルトゥスの軍勢とピリッポイで対峙した。敵軍の兵力が上回っていたため、フラックスとサクサは戦闘は行わず、ピリッポイ近くに拠点を確保して敵軍のそれ以上の前進を阻止することとした。ロンギヌスとブルトゥスは撤退を偽装してフラックスを出撃させようとしたが、その途中でフラックスは偽装に気付き、拠点を確保し続けた。続いてロンギヌスとブルトゥスは側面攻撃を試み、数に劣るフラックスとサクサは包囲されることを恐れてアンフィポリスまで一旦撤退した。その後、アントニウスが大軍を率いて到着し、アンフィポリスが堅固に防御されているのを確認した後、アントニウスは出撃し、フラックスは街の守備に残った。フィリッピの戦いで三頭政治側が勝利すると、オクタウィアヌスは野営地の守備をフラックスに委ねた。
フィリッピの戦いでの勝利は、フラックスにも勝利した軍事作戦に参加したという名声をもたらした。この貢献が評価され、紀元前38年にはオクタウィアヌスはフラックスをアッピウス・クラウディウス・プルケルと共に執政官に指名した。両者はそれぞれが二人の財務官（クァエストル）を持つ最初の執政官となった。紀元前36年から紀元前34年にかけては、前執政官としてヒスパニア属州の総督を務め、ローマに戻った紀元前34年10月12日には凱旋式を実施している。アクティウムの海戦でオクタウィアヌスが勝利した後の紀元前31年にはアシア属州に総督を務めている。

## 家族
フラックスはルキウス・コルネリウス・バルブスの娘と結婚し、少なくとも一人の息子がいた。息子の名前も同じくガイウス・ノルバヌス・フラックスで、紀元前24年には執政官となっている。

## 参考資料
- ブロートン（英語版）, The Magistrates of the Roman Republic, Vol II (1952).
- Syme, Ronald, The Roman Revolution, Clarendon Press, Oxford, 1939
- Holland, Richard, Augustus: Godfather of Europe, Sutton Publishing, 2005

## その他資料
- Richard J. Evans, "Norbani Flacci: The Consuls of 38 and 24 B.C.", Historia: Zeitschrift für Alte Geschichte, 36 (1987), pp. 121-128